# Dipartimento di Santa Ana
Il dipartimento di Santa Ana è uno dei 14 dipartimenti di El Salvador, istituito l'8 febbraio 1855. Si trova nella parte nord-occidentale del paese.

## Comuni del dipartimento
- Candelaria de la Frontera
- Chalchuapa
- Coatepeque
- El Congo
- El Porvenir
- Masahuat
- Metapán
- San Antonio Pajonal
- San Sebastián Salitrillo
- Santa Ana (capoluogo)
- Santa Rosa Guachipilín
- Santiago de la Frontera
- Texistepeque